# Evant
Evant è un centro abitato degli Stati Uniti d'America, situato nella contea di Coryell dello Stato del Texas. Fa parte dell'area metropolitana di Killeen–Temple–Fort Hood.

## Geografia fisica
Evant è situata a 31°28'35" North, 98°9'6" West (31.476352, -98.151694).
Secondo lo United States Census Bureau, ha un'area totale di 0,6 miglia quadrate (1.6 km²).

## Società

### Evoluzione demografica
Secondo il censimento del 2000, c'erano 393 persone, 159 nuclei familiari, e 100 famiglie residenti nella città. La densità di popolazione era di 645,0 persone per miglio quadrato (248,8/km²). C'erano 189 unità abitative a una densità media di 310,2 per miglio quadrato (119,6/km²). La composizione etnica della città era formata dall'87,28% di bianchi, l'1,53% di nativi americani, lo 0,76% di asiatici, lo 0,25% di isolani del Pacifico, il 7,89% di altre razze, e il 2,29% di due o più etnie. Ispanici o latinos di qualunque razza erano il 15,52% della popolazione.
C'erano 159 nuclei familiari di cui il 33,3% avevano figli di età inferiore ai 18 anni, il 49,7% erano coppie sposate conviventi, l'11,3% aveva un capofamiglia femmina senza marito, e il 36,5% erano non-famiglie. Il 34,0% di tutti i nuclei familiari erano individuali e il 20,8% aveva componenti con un'età di 65 anni o più che vivevano da soli. Il numero di componenti medio di un nucleo familiare era di 2,47 e quello di una famiglia era di 3,25.
La popolazione era composta dal 31,6% di persone sotto i 18 anni, il 4,6% di persone dai 18 ai 24 anni, il 27,2% di persone dai 25 ai 44 anni, il 17,3% di persone dai 45 ai 64 anni, e il 19,3% di persone di 65 anni o più. L'età media era di 36 anni. Per ogni 100 femmine c'erano 95,5 maschi. Per ogni 100 femmine dai 18 anni in giù, c'erano 83,0 maschi.
Il reddito medio di un nucleo familiare era di 22.500 dollari, e quello di una famiglia era di 30.227 dollari. I maschi avevano un reddito medio pro capite di 23.333 dollari contro i 21.250 dollari delle femmine. Il reddito medio pro capite era di 12.589 dollari. Circa il 14,7% delle famiglie e il 25,4% della popolazione erano sotto la soglia di povertà, incluso il 35,7% di persone sotto i 18 anni e l'11,8% di persone di 65 anni o più.